# Pridvorica, Šavnik
Pridvorica este un sat din comuna Šavnik, Muntenegru. Conform datelor de la recensământul din 2003, localitatea are 20 de locuitori (la recensământul din 1991 erau 27 de locuitori).

## Demografie
În satul Pridvorica locuiesc 16 persoane adulte, iar vârsta medie a populației este de 51,4 de ani (36,3 la bărbați și 57,9 la femei). În localitate sunt 8 gospodării, iar numărul mediu de membri în gospodărie este de 2,50.
Această localitate este populată majoritar de sârbi (conform recensământului din 2003).
|  |

| Demografie | Demografie | Demografie |
| An         | Locuitori  | Locuitori  |
| ---------- | ---------- | ---------- |
|            |            |            |
|            |            |            |
|            |            |            |
|            |            |            |
| 1948       | 127        |            |
| 1953       | 119        |            |
| 1961       | 110        |            |
| 1971       | 81         |            |
| 1981       | 44         |            |
| 1991       | 27         | 27         |
| 2003       | 20         | 20         |

| \| Componența etnică conform recensământului din 2003[2] \| Componența etnică conform recensământului din 2003[2] \| Componența etnică conform recensământului din 2003[2] \| Componența etnică conform recensământului din 2003[2] \| Componența etnică conform recensământului din 2003[2] \| \| ----------------------------------------------------- \| ----------------------------------------------------- \| ----------------------------------------------------- \| ----------------------------------------------------- \| ----------------------------------------------------- \| \| \| \| \| \| \| \| Sârbi \| Sârbi \| \| 17 \| 85% \| \| Muntenegreni \| Muntenegreni \| \| 3 \| 15% \| \| necunoscută \| necunoscută \| \| 0 \| 0% \| |              |  |    |     |
| Componența etnică conform recensământului din 2003 |              |  |    |     |
| |              |  |    |     |
| Sârbi | Sârbi        |  | 17 | 85% |
| Muntenegreni | Muntenegreni |  | 3  | 15% |
| necunoscută | necunoscută  |  | 0  | 0%  |